# Constanța de Sicilia (d. 1183)
Constanța (d. 1138) a fost regină-consoartă a Italiei prin căsătoria cu regele Conrad al II-lea al Italiei.

## Familia
Constanța a fost o fiică a contelui Roger I de Sicilia și a celei de-a doua soții a sa, Eremburga de Mortain.
A fost sora contelui Mauger de Troina și soră vitregă a contelui Simon de Sicilia și a viitorului rege Roger al II-lea al Siciliei.

## Căsătorie
În 1095 Constanța s-a căsătorit cu regele Italiei Conrad al II-lea, fiul și moștenitorul împăratului Henric al IV-lea cu prima sa soție, Berta de Savoia.
Soțul ei a fost rege romano-german din 1087 și rege al Italiei din 1093. Începând din 1093, în conflictul dintre Henric al IV-lea și papa Urban al II-lea, Conrad s-a poziționat de partea papalității, împotriva tatălui său. Scurt timp după Conciliul de la Piacenza din 1095, Conrad a jurat credință papei Urban al II-lea la Cremona și a condus calul papei - un gest simbolic de umilință.
Căsătoria ei a fost arajată de către Urban al II-lea, care la acea vreme avea în vedere o alianță cu contele normand de Sicilia. Din această căsătorie nu au rezultat copii.
După trei ani de conflict cu fiul său, Henric al IV-lea și-a impus punctul de vedere prin convocarea dietei la Mainz în aprilie 1098. Conrad a fost destituit și înlocuit de către fratele său mai mic, care a devenit rege romano-german sub numele Henric al V-lea.
Astfel, Conrad al II-lea nu putea doar cu greutate influența politica în Italia. Papa Urban al II-lea, principalul său susținător, a murit pe 29 iulie 1099, iar șansele sale de a redeveni moștenitorul tronului imperial au dispărut. Conrad însuși a murit la 27 iulie 1101. Constanța nu s-a recăsătorit și a trăind până la moarte în relativă obscuritate.